# Lubartów (gmina wiejska)
Lubartów (do 1954 gmina Łucka) – gmina wiejska w województwie lubelskim, w powiecie lubartowskim. Powstała z połączenia gromad Łucka i Lisów. W latach 1975–1998 gmina położona była w województwie lubelskim. Siedziba gminy to Lubartów. Według danych z 31 grudnia 2021 gminę zamieszkiwało 11 917 osób.

## Ochrona przyrody
Na obszarze gminy znajduje się część Kozłowieckiego Parku Krajobrazowego, w tym rezerwat przyrody Kozie Góry chroniący fragment lasu dębowego o charakterze naturalnym z dębem bezszypułkowym.

## Struktura powierzchni
Według danych z roku 2002 gmina Lubartów ma obszar 158,94 km², w tym:
- użytki rolne: 57%
- użytki leśne: 36%

Gmina stanowi 12,32% powierzchni powiatu.

## Demografia

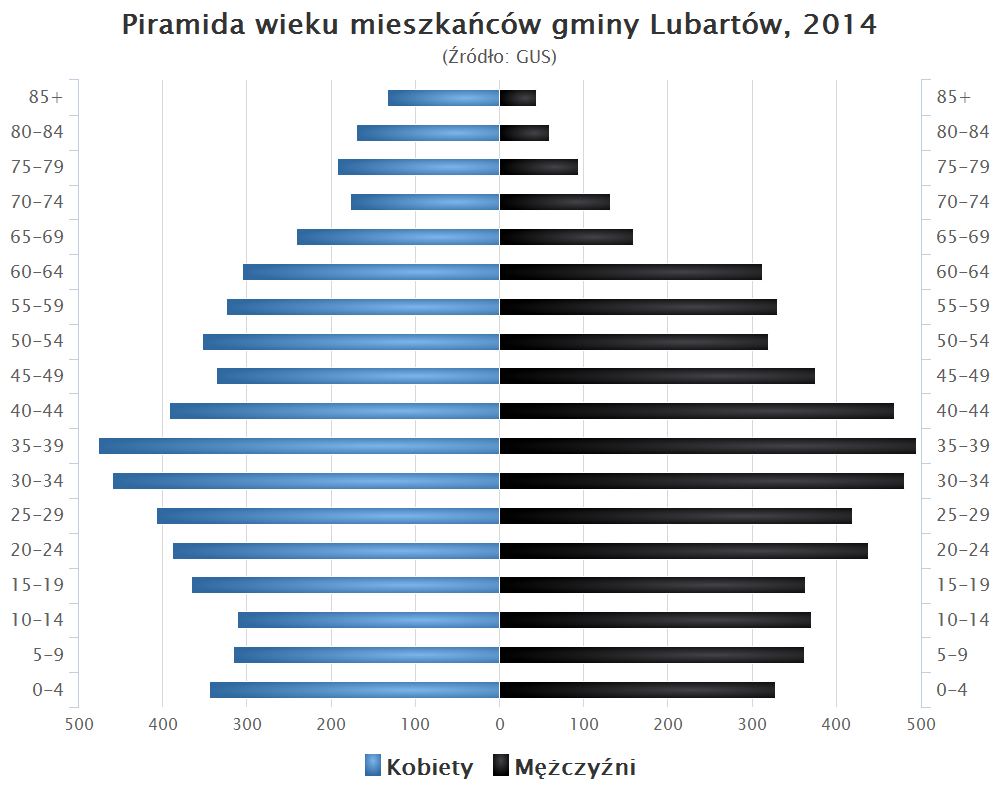
Piramida wieku mieszkańców gminy Lubartów w 2014 roku

Dane z 31 grudnia 2021:
| Opis                              | Ogółem | Ogółem | Kobiety | Kobiety | Mężczyźni | Mężczyźni |
| --------------------------------- | ------ | ------ | ------- | ------- | --------- | --------- |
| jednostka                         | osób   | %      | osób    | %       | osób      | %         |
| populacja                         | 11 917 | 100    | 6024    | 50,5    | 5893      | 49,5      |
| gęstość zaludnienia (mieszk./km²) | 75,0   | 75,0   | 37,9    | 37,9    | 37,1      | 37,1      |

## Sołectwa
Annobór, Baranówka, Brzeziny, Chlewiska, Lisów, Łucka, Łucka-Kolonia, Majdan Kozłowiecki, Mieczysławka, Nowodwór, Nowodwór-Piaski, Rokitno, Skrobów, Skrobów-Kolonia, Szczekarków, Trójnia, Trzciniec, Wandzin, Wincentów, Wola Lisowska, Wola Mieczysławska, Wólka Rokicka, Wólka Rokicka-Kolonia.
Miejscowości bez statusu sołectwa: Annobór-Kolonia, Kopanina, Stróżek.
Na terenie gminy w miejscowości Rokitno funkcjonuje wysypisko śmieci obsługujące Lublin. Planowana jest jego dalsza rozbudowa tak aby starczyło miejsca na następne 20 lat. W zamian Lublin dofinansuje Gminie Lubartów szereg inwestycji infrastrukturalnych.

## Sąsiednie gminy
Firlej, Kamionka, gmina miejska Lubartów, Niedźwiada, Niemce, Ostrówek, Serniki, Spiczyn